# Торуньский повет
Торунский пове́т (пол. Powiat toruński) — повет (район) в Польше, входит как административная единица в Куявско-Поморское воеводство. Центр повета — город Торунь (в состав повета не входит). Занимает площадь 1229,71 км². Население — 103 397 человек (на 31 декабря 2015 года).

## Административное деление
- города: Хелмжа
- городские гмины: Хелмжа
- сельские гмины: Гмина Хелмжа, Гмина Черниково, Гмина Любич, Гмина Лубянка, Гмина Лысомице, Гмина Оброво, Гмина Велька-Нешавка, Гмина Злавесь-Велька

## Демография
Население повета дано на 31 декабря 2015 года.
| Перепись            | Всего   | Мужчины | Женщины |
| ------------------- | ------- | ------- | ------- |
| Всего               | 103 397 | 50 976  | 52 421  |
| Городское население | 14 854  | 7146    | 7708    |
| Сельское население  | 88 543  | 43 830  | 44 713  |